# Odontoschisma denudatum
Odontoschisma denudatum là một loài rêu tản trong họ Cephaloziaceae. Loài này được (Nees) Dumort. miêu tả khoa học lần đầu tiên năm 1835.

## Hình ảnh

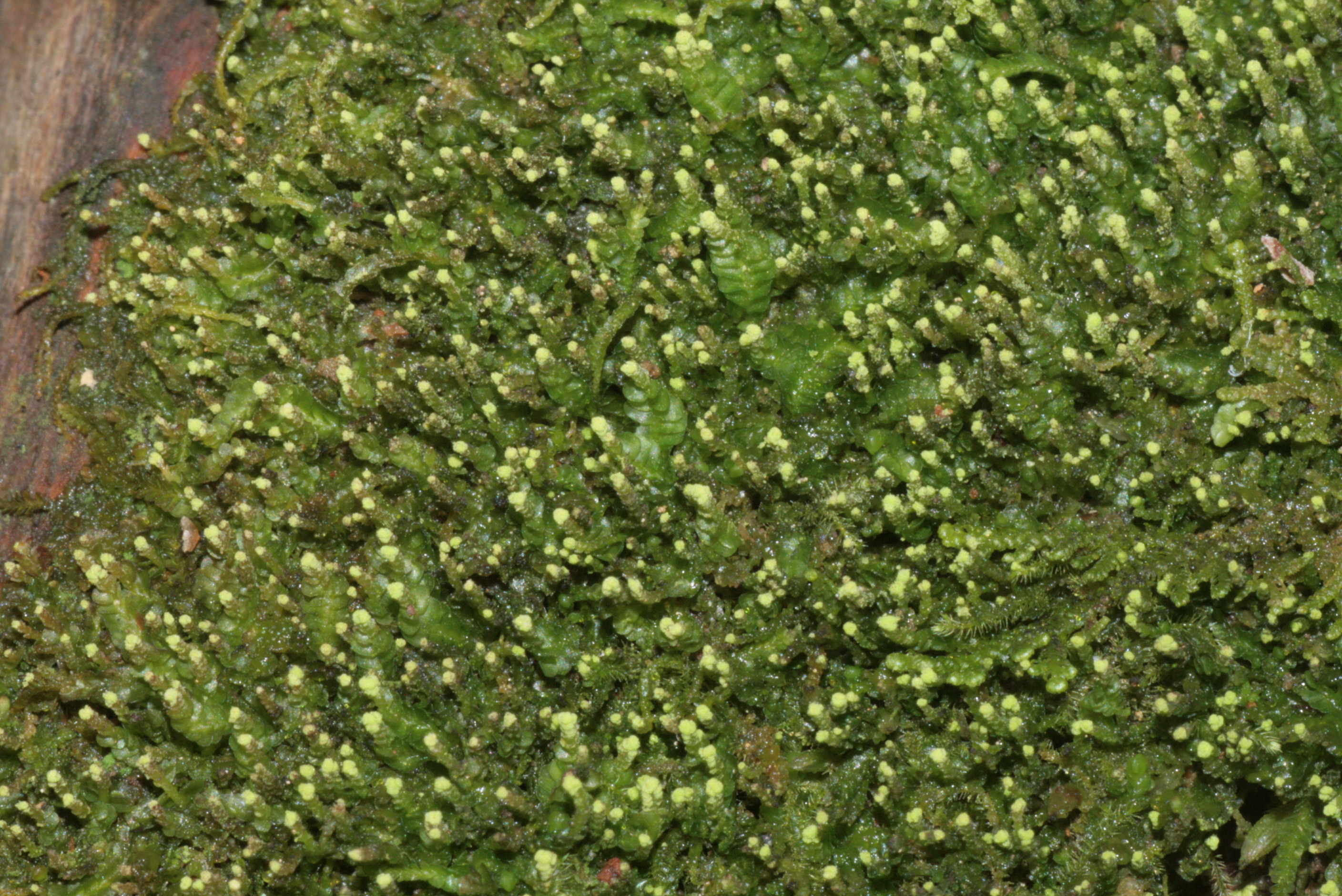
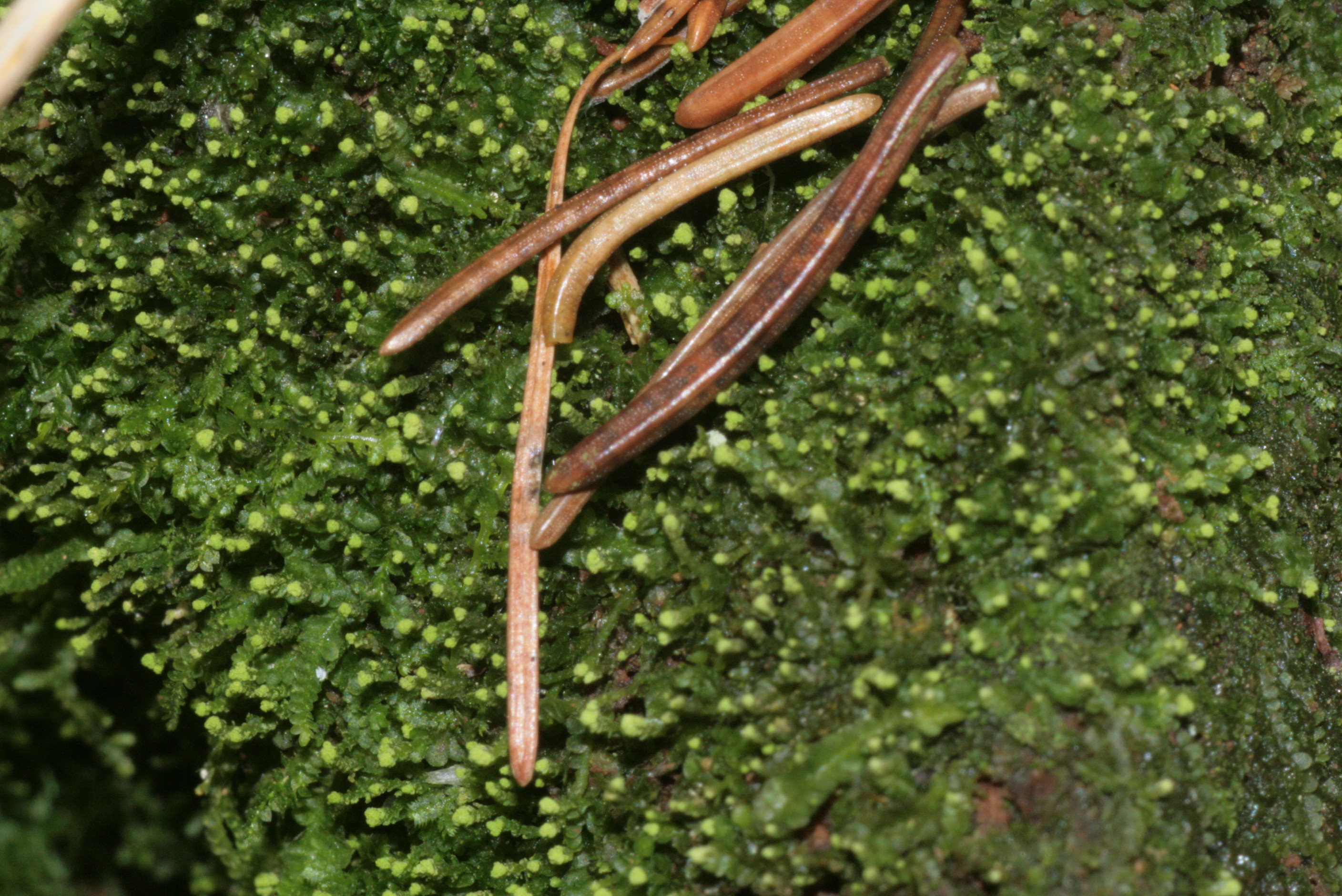
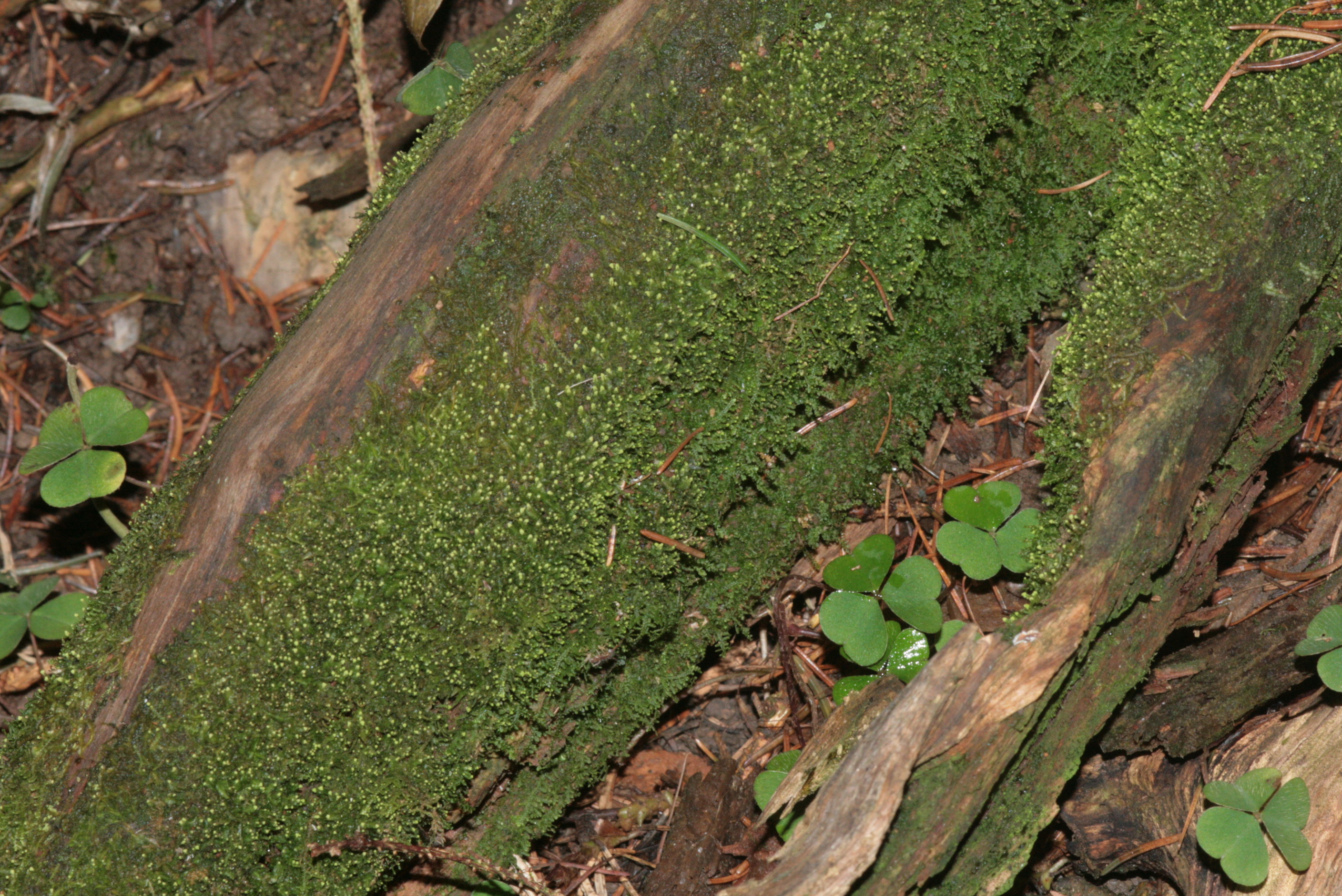
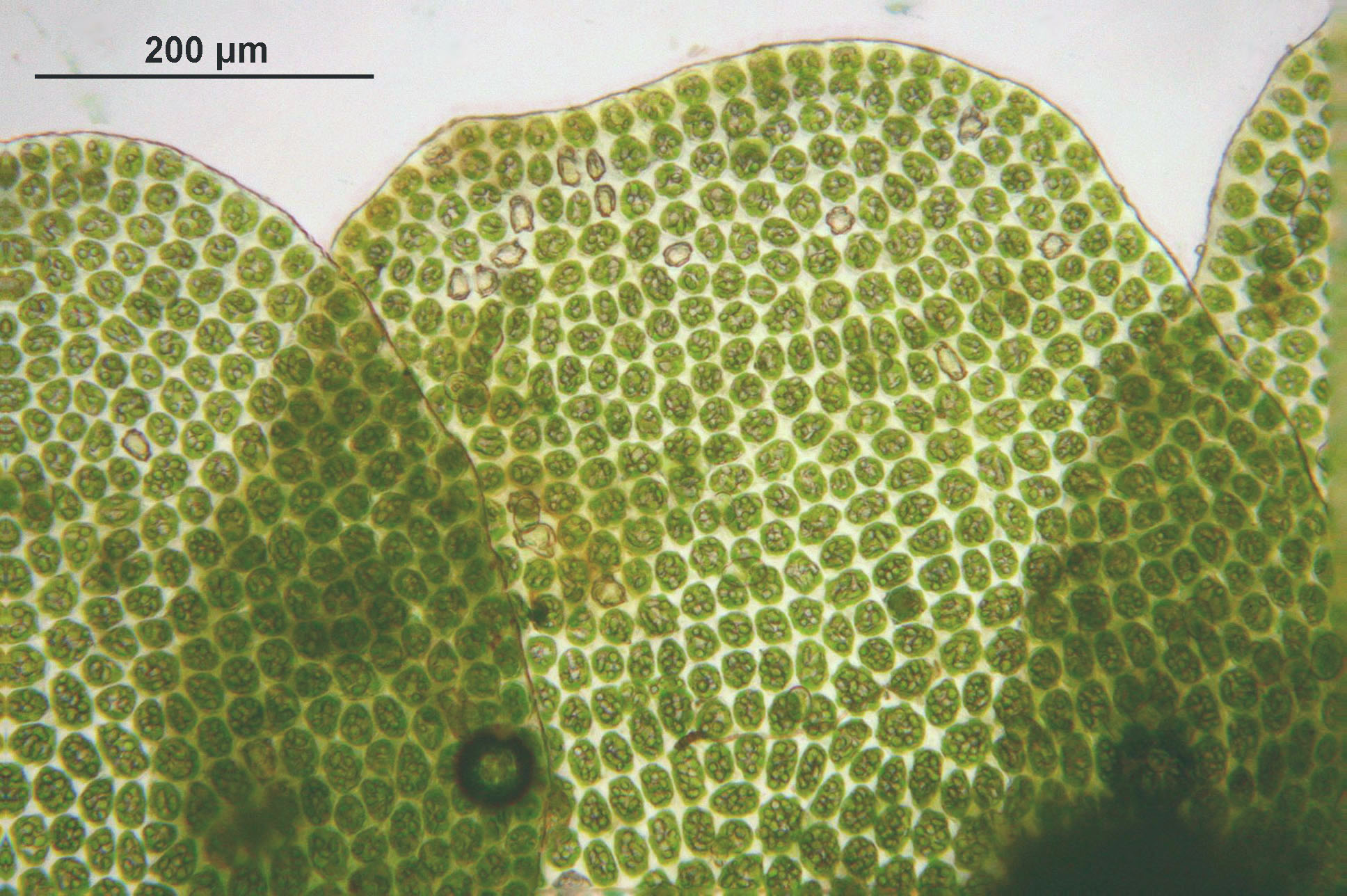